# Ciudad control

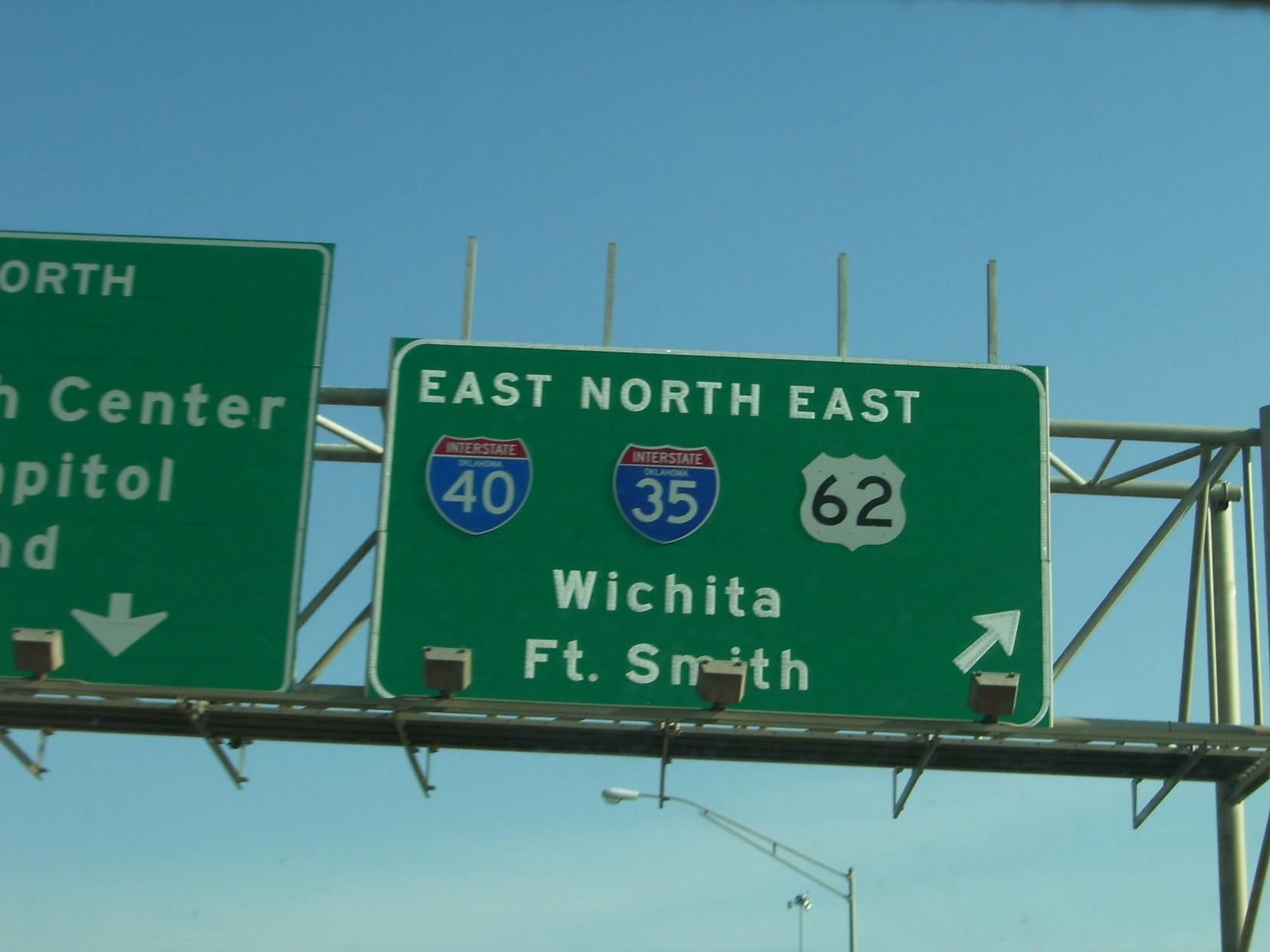
Este letrero en Oklahoma City, Oklahoma lista las ciudades control de Wichita, Kansas y Ft. Smith, Arkansas para la Interestatal 35 y la Interestatal 40 respectivamente.

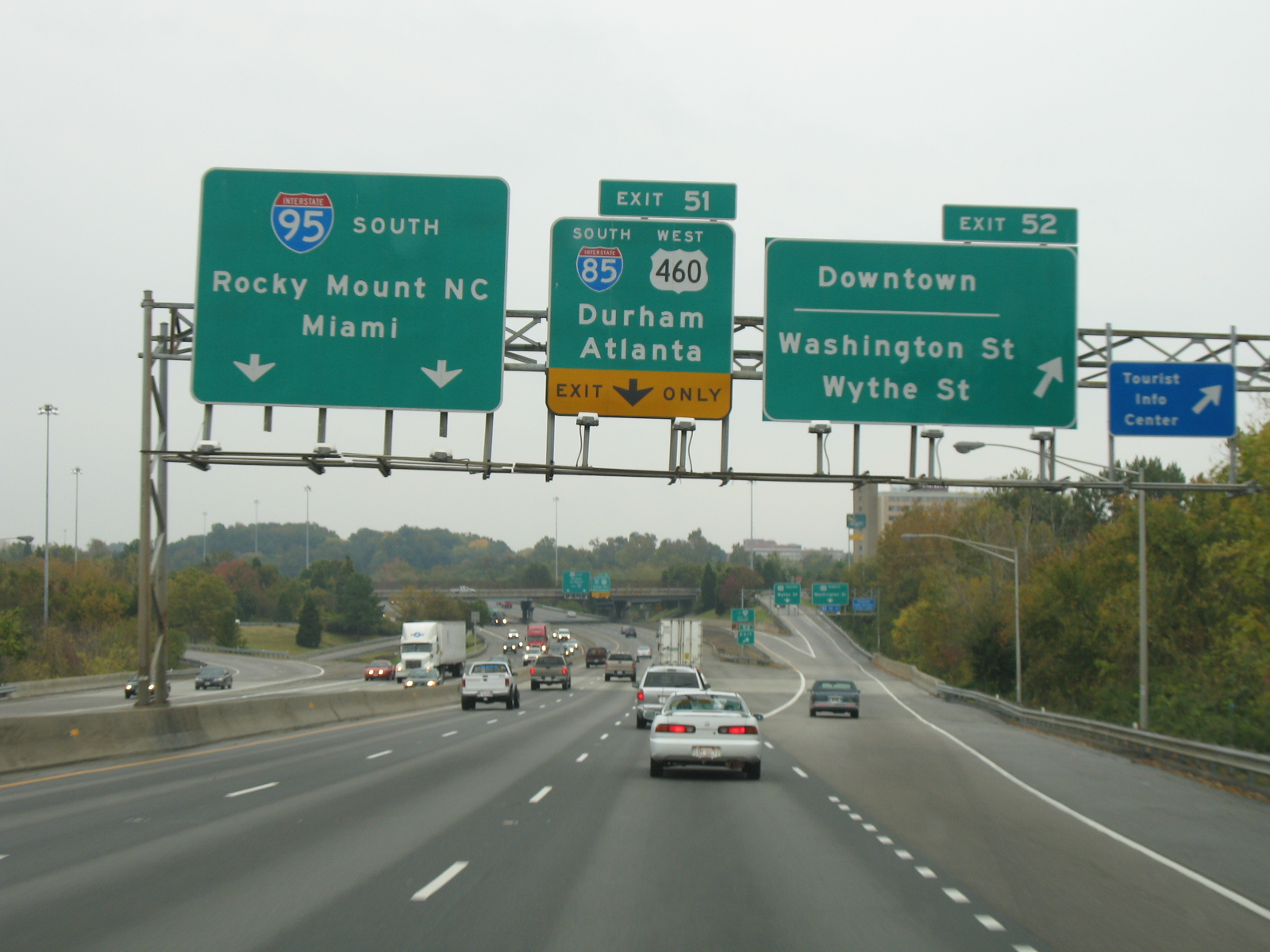
Este letrero en Petersburg, Virginia ayuda a los viajeros de larga distancia, al listar las ciudades de Miami, Florida (920 millas de distancia) y Atlanta, Georgia (500 millas de distancia).

Una ciudad control es una ciudad o localidad puesta en las señales de tráfico indicando los siguientes destinos en ciertas rutas. Los letreros que indican esas ciudades se encuentran generalmente en los cruces de carreteras para mostrar donde va la intersección de carretera, o en las señales de kilometraje en las rutas más largas.

## Estados Unidos
La determinación de los principales destinos de las ciudades o el control es importante para la calidad del servicio prestado por la autovía. Las ciudades control en las senales de las autovías son seleccionadas por los Estados y figuran en la "Lista de ciudades control para el uso en la Guía de Senales de Carreteras Interestatales", publicado y disponible de la Asociación Americana de Estado de Transporte de Carreteras y funcionarios.
 Administración Federal de Carreteras  ' 'Manual de Dispositivos de Control de Tráfico Uniforme , Edición 2003, Capítulo 2E

La Asociación Americana de Carreteras Estatales y Oficiales de Transporte (por sus siglas en inglés AASHTO) estandarizó todas las ciudades control utilizadas en el sistema de carreteras estatales en Estados Unidos. La norma publicada por lo general no siempre es seguida, porque los principales destinos que aparecen ahora, no se encontraban en la lista original o la lista de ciudades control de los departamentos estatales de carreteras para señalizar nuevos destinos en otros estados. Un ejemplo de ello es un letrero en la Interestatal 10 con sentido este cerca de Palm Springs, California, que, a pesar de que Phoenix, Arizona, es el destino principal más cercano, los letreros solo muestran a la pequeña ciudad de Indio, California, y otras "ciudades desérticas". . Aunque algunas veces, pasa lo contrario. En Washington, Vancouver, Columbia Británica es la ciudad control para la Interestatal 5 norte al norte de Seattle, a pesar de que la Interestatal 5 nunca llega a Vancouver.
Por ejemplo, la Interestatal 76 con sentido oeste hacia Filadelfia, Pensilvania, usa Valley Forge, una localidad histórica y pequeña donde la I-76 se une con el Pennsylvania Turnpike.
Algunas veces, una ciudad grande no será una ciudad control porque por lo general se encuentran muy alejadas de la carretera. Por ejemplo, las señales de las carreteras en Maryland en la Interestatal 95 norte entre la Interestatal 395 se une en Baltimore y la línea Mason-Dixon en la frontera con Delaware usa la Ciudad de Nueva York como la ciudad control, a pesar de que la I-95 pasa directamente sobre Filadelfia, Pensilvania.

## Canadá
Las ciudades control son particularmente para las carreteras que no siguen estrictamente las direcciones lineales. Queen Elizabeth Way de Ontario, por ejemplo, envuelve el extremo oeste del Lago Ontario, con segmentos que vienen del este y oeste en diferentes puntos. Las direcciones en compás no son usadas en las secciones centrales, y las ciudades control de Toronto y (en la dirección contraria) Hamilton/Niagara Falls/Fort Erie son las únicas que si. 
Las direcciones de las carreteras en Montreal, Quebec muestran ciudades control tan lejos como Toronto y Ottawa en las importantes Autorrutas 20 y la 40.